# OS X Mountain Lion
OS X 10.8 Mountain Lion (ovvero leone di montagna) è la nona versione del sistema operativo macOS sviluppato da Apple. Il software è stato presentato il 16 febbraio 2012 ed è stato distribuito sul Mac App Store il 25 luglio 2012, come annunciato al WWDC 2012.

## Storia
OS X Mountain Lion è stato ufficialmente annunciato da Apple sul proprio sito il 16 febbraio 2012 come successore del Mac OS X 10.7 Lion. Il 9 luglio 2012 raggiunge lo stato di Golden Master (GM). Sulla scia di una lieve transizione iniziata con OS X Lion, Apple si riferisce a OS X Mountain Lion col nome di "OS X" anziché "Mac OS X".
Durante il keynote dell'Apple Worldwide Developers Conference dell'11 giugno 2012, Apple ha annunciato che a breve sarebbe stata distribuita una versione di Mountain Lion per gli sviluppatori, mentre la versione pubblica sarebbe arrivata nel luglio 2012 a un prezzo di 19,99 dollari negli Stati Uniti, di 15,99 euro in Europa, di 13,99 sterline nel Regno Unito, di 20,99 dollari in Australia e di 128 yuan in Cina. Durante il keynote furono annunciati anche il MacBook Pro di terza generazione, un MacBook Air rivisto, l'iPad Smart Case e la AirPort Express di terza generazione.
La data precisa di distribuzione, il 25 luglio, fu confermata solo il giorno precedente, il 24 luglio, dal CEO di Apple Tim Cook, come parte dell'annuncio relativo agli introiti di Apple nel terzo quarto del 2012. Il sistema venne distribuito dal Mac App Store il 25 luglio 2012, raggiungendo quota tre milioni di download nei primi quattro giorni dalla distribuzione.
Un aggiornamento per Mountain Lion, la versione 10.8.1, è stato distribuito il 23 agosto 2012. Ha risolto i problemi con iMessage, Assistente Migrazione, Safari, Microsoft Exchange Server, Mail e molte altre applicazioni. Test svolti sull'aggiornamento hanno anche rivelato che Mountain Lion 10.8.1 migliora la durata della batteria sui portatili, anche se riguadagna solo metà della durata persa con l'intero aggiornamento a Mountain Lion. Sebbene tale miglioramento sia stato avvertito da alcuni utenti, altri continuano a lamentare la ridotta durata della batteria e un costante calo della salute della batteria, risultante in ultima fase in un messaggio di "Service Battery".

## Requisiti minimi di sistema
| Memoria (RAM)                | 2 GB                  |
| Spazio libero su disco fisso | 8 GB                  |
| Sistema operativo            | Mac OS X Snow Leopard |

### Dispositivi supportati
- iMac (metà 2007 o seguenti)
- MacBook (fine 2008 Aluminum, o inizio 2009 o seguenti)
- MacBook Pro (metà 2007 o seguenti)
- MacBook Air (fine 2008 o seguenti)
- Mac mini (inizio 2009 o seguenti)
- Mac Pro (inizio 2008 o seguenti)
- Xserve (inizio 2009)

La funzionalità AirDrop è supportata dai seguenti dispositivi:
- MacBook (inizio 2009 o successivo)
- MacBook Air (fine 2010 o successivo)
- MacBook Pro (fine 2008 o successivo)
- Mac mini (metà 2010 o successivo)
- iMac (inizio 2009 o successivo)
- Mac Pro (inizio 2009 con AirPort Extreme card e metà 2010 o successivo)

## Cambiamenti e novità

### Centro Notifiche
Il Centro Notifiche fornisce una visione d'insieme delle notifiche provenienti dalle applicazioni e le mostra fin quando l'utente non esegue un'azione associata, piuttosto che richiedere un'azione immediata. Gli utenti possono scegliere quali applicazioni possono apparire nel Centro Notifiche, e come sono gestite. Esistono tre tipi di notifiche: banner, alert e badge.
- I banner sono mostrati per un breve periodo nell'angolo in alto a destra dello schermo del Mac, e scorrono poi verso destra; l'icona dell'applicazione è mostrata sul lato sinistro del banner, mentre il messaggio dell'applicazione viene mostrato sul lato destro.
- Gli alert sono come i banner, ma non scompaiono dallo schermo finché l'utente non provvede ad effettuare un'azione.
- I badge sono icone di notifica rosse che sono mostrate sull'icona dell'applicazione. Indicano il numero di elementi disponibili per l'applicazione.

È possibile accedere al Centro Notifiche cliccando l'icona nell'angolo destro della barra dei menu. Quando è aperto, l'utente può postare su Twitter o Facebook direttamente dal Centro Notifiche, o vedere tutte le notifiche nel pannello a lato. Se si scorre verso l'alto, è possibile accedere all'opzione che disabilita il Centro Notifiche per un giorno. Molte impostazioni del Centro Notifiche possono essere modificate nel pannello "Notifiche" delle Preferenze di Sistema. Ogni applicazione ha tre opzioni per mostrare le notifiche: nessuno, banner e alert. Sono inoltre disponibili opzioni per attivare o disattivare le icone delle app o i suoni. È infine possibile cambiare l'ordine in cui le applicazioni sono mostrate nel Centro Notifiche spostando le applicazioni nel pannello attraverso il mouse.

### Messaggi
Messaggi è un'applicazione di messaggistica istantanea. È stata annunciata il 16 febbraio 2012 come parte dell'anteprima di OS X Mountain Lion riservata agli sviluppatori. A partire da questa versione, Messaggi sostituisce iChat come il client di messaggistica istantanea di OS X di base. Una versione beta gratuita di Messaggi era inoltre disponibile per Mac OS X Lion fino a giugno 2012, scaricabile dal sito Apple. La versione finale di Messaggi è stata inclusa nella versione di distribuzione di OS X Mountain Lion.
Così come iChat, Messaggi mette a disposizione messaggi testuali, sonori e la possibilità di condivisione della scrivania. Ha inoltre un supporto nativo per la conversazione video che sfrutta l'applicazione di videochiamata di Apple, FaceTime, dove possibile. Comunque, conserva anche capacità video per interfacciarsi con altri client di messaggistica istantanea. Messaggi supporta anche l'app iMessage di Apple, un servizio gratuito di messaggistica istantanea disponibile, in precedenza, solo per i dispositivi con iOS. Supporta il protocollo XMPP (visualizzato nell'applicazione col suo vecchio nome, Jabber) e il protocollo OSCAR di AIM. In aggiunta offre una connessione diretta con Yahoo! Messenger e Google Talk.

### Game Center
L'applicazione Game Center è stata aggiunta in OS X Mountain Lion prendendo spunto da quella presente in iOS. È un network online per il gaming sociale e multigiocatore, e permette agli utenti di invitare gli amici per giocare, di iniziare una nuova partita multigiocatore attraverso un sistema di accoppiamenti, di tenere traccia dei propri risultati e di confrontare i propri punteggi su una classifica. I punti sono elargiti agli utenti come parte del sistema di tracciamento degli obiettivi del Game Center raggiunti dai giocatori.
Un giocatore deve creare un Apple ID da associare a un nickname del Game Center. Vi è la possibilità di creare un Apple ID dall'interno del Game Center se l'utente non ne ha già uno. Il nickname associato all'Apple ID può comunque essere uno e uno solo. A ogni giocatore del Game Center è concesso un profilo, che si compone del nickname del giocatore, del numero di giochi compatibili col Game Center in suo possesso, del numero dei suoi amici, del numero dei suoi punti, e, opzionalmente, di una foto e di uno status caricati dal giocatore.

### Aggiornamento applicazioni native
OS X Mountain Lion ha aggiunti degli aggiornamenti per molte applicazioni del sistema operativo. L'applicazione Chess supporta adesso Game Center; i widget di Dashboard possono essere organizzati in un'interfaccia simile a quella del Launchpad. Mail aggiunge la nuova funzione VIP in cui categorizzare i contatti sentiti più frequentemente. L'applicazione Anteprima ha un'interfaccia migliorata: è adesso possibile riempire form in PDF anche se non vi sono realmente dei campi. Promemoria è una nuova applicazione per gestire le cose da fare, separata dal Calendario e in grado di sincronizzarsi con la controparte su iOS. Safari viene aggiornato alla versione 6 con una nuova omnibar, una combinazione della barra degli indirizzi e di quella di ricerca. L'omnibar ha anche un pulsante "Reader", che mostra all'utente solo il testo di un articolo senza pubblicità o elementi distrattivi. Quando l'utente si trova su una pagina in cui non è presente un articolo, il pulsante è disabilitato. Safari 6 è disponibile anche per Mac OS X Lion. Time Machine è ora in grado di effettuare backup rotativi su più di un banco di storage.

### Altri aggiornamenti
Viene aggiunto l'AirPlay Mirroring, che permette di visualizzare lo schermo di un Mac su una Apple TV attraverso una connessione wireless; viene inoltre estesa a tutto il sistema la trasmissione audio di AirPlay. Vi sono molte nuove funzionalità per gli utenti cinesi, come il supporto per Baidu e un'opzione per modificare il motore di ricerca di Safari; sono disponibili inoltre QQ, 163.com e 126.com come provider per Mail, Contatti e Calendari, mentre Youku, Tudou e Sina Weibo vengono integrati nelle schede per la condivisione. Dettatura Vocale, nuova in Mountain Lion, è un meccanismo di input vocale esteso a tutto il sistema che richiede una connessione internet a banda larga. Facebook ha ottenuto una completa integrazione in un aggiornamento nel tardo 2012. Alcune delle caratteristiche includono l'accesso singolo e l'integrazione nel Centro Notifiche, in Contatti e nelle schede per la condivisione.
Gatekeeper è invece una nuova funzionalità anti-malware basata sulle firme digitali e sul Mac App Store. Power Nap permette ai Mac basati su storage flash (MacBook Air fine 2010 e seguenti, o il MacBook Pro con Display Retina) di sincronizzarsi con iCloud (Promemoria, Calendario, Streaming Foto, Note, Mail e Trova il mio Mac) durante lo standby e permette inoltre al Mac di scaricare gli aggiornamenti per le applicazioni e per OS X così come consente a Time Machine di effettuare periodici backup quando è connesso alla rete elettrica e in standby.
Sono stati aggiunti molti nuovi screensaver. Sono state aggiunte Share Sheets, o schede di condivisione, un pulsante "Condividi" e una dialog box dentro Safari e altre applicazioni. Twitter è stato integrato con la maggior parte delle applicazioni, con accesso singolo, possibilità di twittare da una app, Tweet Sheets, possibilità di twittare foto e link, possibilità di usare più account di Twitter, notifiche, modifica dell'immagine del profilo e dei Servizi di Localizzazione. Gli aggiornamenti delle applicazioni vengono installati automaticamente dal Mac App Store.
L'interfaccia della libreria di iCloud è stata integrata nel sistema operativo, includendo nuove dialog box per Apri e Salva attraverso applicazioni native, iWork e applicazioni di terze parti attraverso un'API. Le applicazioni che fanno uso di questa API supportano una nuova interfaccia per visualizzare e organizzare i documenti nel cloud, specifica per l'applicazione in uso. I documenti possono essere rinominati dalla barra del titolo; i documenti di iWork si sincronizzano automaticamente con iCloud. L'abilitazione allo schermo pieno è presente per ogni display.
Il Dock ha un aspetto aggiornato che emula una superficie di alluminio. Le barre per lo scorrimento si ingrandiscono se vi viene avvicinato il mouse. Finder mostra una barra di progresso nella colonna "dimensione" durante la copiatura di un file, e sulle icone in Launchpad durante i download dal Mac App Store. Launchpad ha al suo interno una ricerca Spotlight per trovare le applicazioni. Rubrica Indirizzi è stata rinominata in Contatti, e iCal è stato rinominato Calendario.

### Funzionalità rimosse o modificate
- MobileMe è stato rimpiazzato completamente da iCloud.
- È stato rimosso il supporto RSS in Mail e Safari; viene mostrato un messaggio per suggerire agli utenti di cercare una app RSS nel Mac App Store.
- Gli aggiornamenti di sistema sono inclusi nel Mac App Store.
- La lista di aggiornamenti installati nel passato viene rimossa.
- La funzionalità Condivisione Web viene rimossa dalle Preferenze di Sistema. Apache è ancora incluso nel sistema operativo e può essere abilitato con software di terze parti.
- Quando l'app X11 viene aperta, gli utenti sono portati al progetto open source XQuartz.
- Il supporto per Xgrid è stato rimosso (anche nella versione OS X Server).
- Il Menu Preferenze Display è stato sostituito dall'icona AirPlay, e non è più possibile modificare rapidamente la risoluzione senza prima aprire le preferenze.
- L'opzione nella Menu Bar di mostrare il tempo rimanente prima dell'esaurimento della batteria è stata rimossa; rimane disponibile solo la percentuale. Comunque, il tempo rimanente può ancora essere visto nel menu che compare cliccando sull'icona della batteria.
- I vecchi modelli delle stampanti Canon potrebbero non essere supportati.

## Metodo di aggiornamento
È possibile eseguire l'aggiornamento a OS X Mountain Lion da OS X Lion e OS X Snow Leopard 10.6.8 solo mediante Mac App Store al costo di 17,99 euro (prezzo al 2 gennaio 2013); infatti non sono stati distribuiti supporti USB o DVD.
L'upgrade è stato proposto gratuitamente a coloro che hanno acquistato un Mac tra l'11 giugno e il 25 luglio 2012, a condizione di richiedere il nuovo sistema entro 30 giorni dalla data della release ufficiale di OS X Mountain Lion, così come per coloro che hanno acquistato un nuovo Mac dal 26 luglio 2012 sprovvisto del nuovo sistema, a condizione di richiedere Mountain Lion entro 30 giorni dalla data di acquisto del computer.

## Accoglienza
L'accoglienza ricevuta da OS X Mountain Lion è stata generalmente positiva. John Siracusa di Ars Technica ha detto che il 10.8 ha corretto e semplificato i cambiamenti all'interfaccia fatti con Lion, aggiungendo che è diventato "quello che il 10.7 doveva essere" e che le più alte velocità di risposta e le nuove caratteristiche meritavano l'aggiornamento, concludendo che "se avessimo dovuto aspettare per due anni, dopo la 10.6, per una nuova grande release di OS X, ci sarebbero state buone probabilità che i peggiori passi falsi di Lion sarebbero il presente. Prenderò il 10.8, grazie." Molti recensionisti hanno trovato Mountain Lion più stabile del suo predecessore; tra di essi Jason Snell di Macworld, che ha detto: "Tutto sommato, ritengo Mountain Lion una release stabile e solida. Perfino le versioni prerelease erano molto più stabili di quanto mi aspettassi da delle beta di OS X, il che mi ha portato a domandarmi se la nuova agenda annuale di Apple stia conducendo verso aggiornamenti incrementali più prudenti (con minori bug) piuttosto che verso grandi salti (con bug più grandi e più complessi).
L'attitudine generale verso Mountain Lion è orientata verso il riconoscimento di una maggiore rapidità e fluidità. Fra i sostenitori di questa opinione troviamo anche Brian Heater di Engadget, che ha detto quanto segue:
(Engadget.com, Apple OS X Mountain Lion 10.8 review, 25 luglio 2012)
MG Siegler di TechCrunch ha detto che la differenza fra Lion e Mountain Lion non è paragonabile alla differenza fra Leopard e Snow Leopard, perché Mountain Lion aggiunge molte nuove caratteristiche che non erano disponibili in Lion. Ha inoltre elogiato la compatibilità delle applicazioni e ha detto che gli unici aggiornamenti veramente necessari erano quelli che integravano le funzioni del Centro Notifiche nelle applicazioni.
Jim Dalrymple di The Loop ha commentato:
Mentre il sistema operativo è stato generalmente ben accolto, alcuni recensionisti hanno dissentito da questo punto di vista.
Jesús Díaz di Gizmodo ha percepito che Apple stava finendo le idee e che Windows 8 di Microsoft potrebbe superare OS X in quanto a innovazioni. Apple ha inoltre ricevuto delle critiche per non essere riuscita a fornire un percorso ufficiale di aggiornamento per i possessori della Mac Pro, workstation del 2006.
Il Game Center è stato l'aspetto più criticato di Mountain Lion. I recensionisti hanno criticato il servizio per la mancanza di giochi disponibili, i problemi di affidabilità e la mancanza di integrazione con i giochi di iOS.
Scott Stein di CNET ha commentato:
Matt Clark di Maclife ha detto che se gli sviluppatori non creeranno applicazioni per il Game Center,
Mountain Lion ha venduto tre milioni di copie nei primi quattro giorni, rendendo questa la release per Mac di maggior successo finora. Un rapporto realizzato dalla Chitika Insights ha rivelato che OS X Mountain Lion è stato usato dal 3,2% degli utenti OS X nelle prime 48 ore dalla distribuzione, con un 10% di penetrazione nel primo mese.

## Versioni
| Build   | Data di distribuzione | Note                                |
| ------- | --------------------- | ----------------------------------- |
| 12A128p | 16 febbraio 2012      | Developer Preview                   |
| 12A154q | 16 marzo 2012         | Developer Preview 2                 |
| 12A178q | 18 aprile 2012        | Developer Preview 3                 |
| 12A193i | 1º maggio 2012        | Developer Preview 3.1               |
| 12A206J | 16 maggio 2012        | Developer Preview 3.2               |
| 12A239  | 11 giugno 2012        | Developer Preview 4                 |
| 12A248  | 18 giugno 2012        | Developer Preview 4.1               |
| 12A256  | 25 giugno 2012        | Developer Preview 4.2               |
| 12A269  | 9 luglio 2012         | Golden Master                       |
| 12A269  | 25 luglio 2012        | Release definitivo su Mac App Store |
| 12B19   | 23 agosto 2012        | 10.8.1                              |
| 12C54   | 19 settembre 2012     | 10.8.2                              |
| 12C60   | 4 ottobre 2012        | 10.8.2 Aggiornamento Supplementare  |
| 12D78   | 14 marzo 2013         | 10.8.3                              |
| 12E55   | 5 giugno 2013         | 10.8.4                              |
| 12F37   | 12 settembre 2013     | 10.8.5                              |
| 12F45   | 3 ottobre 2013        | 10.8.5 Aggiornamento Supplementare  |

## Diffusione su macchine non Apple
Il sistema operativo OS X Mountain Lion ha anch'esso iniziato la sua diffusione su macchine non Apple tramite la procedura di hacking ovvero Hackintosh. Il sistema controlla l'autenticità dell'hardware, ma vi sono modi per aggirare il controllo. Resta, come al solito, proibito dall'accordo di licenza con l'utente finale l'installazione su hardware al di fuori di quello venduto da Apple.
Dal 3 novembre 2007, Apple ha permesso la virtualizzazione di macOS Server, ma solo su hardware Apple e con l'acquisto di un relativo numero di licenze. macOS Server può essere virtualizzato su software come Parallels Desktop o VMware Fusion.